# グレッグ・ブロッサー
グレゴリー・ブレント・ブロッサー（Gregory Brent "Greg" Blosser , 1971年6月26日 - ）は、アメリカ合衆国フロリダ州出身の元プロ野球選手（外野手）。

## 来歴・人物
1989年のMLBドラフト1巡目（全体の16番目）でボストン・レッドソックスに指名され契約。1993年にはAAA級ポータケットで23本塁打を記録し、シーズン終盤の9月にメジャー初昇格し17試合に出場。翌1994年は4月に5試合出場しただけでAAA級に降格。メジャー出場はこの2シーズンに終わり、その後はマイナーリーグでプレーした。
1995年に弟のダグ・ブロッサーがカンザスシティ・ロイヤルズからMLBドラフト3巡目で指名されマイナーで一塁手として活躍していたが、1998年1月24日に自動車事故により21歳で死亡している。
1998年にはタンパベイ・デビルレイズ傘下のAAA級ダーラムで25本塁打を記録。
翌1999年に西武ライオンズに入団し、来日。前年にドミンゴ・マルティネスを解雇してまでの獲得であったが、同年に入団したアーキー・シアンフロッコと揃って打撃不振に陥り、同年限りで退団し、帰国した。
アメリカ独立リーグのアトランティックリーグに所属するサマセット・パトリオッツでプレー後、2003年に一度は引退。
2008年6月、同リーグに所属するランカスター・バーンストーマーズで現役復帰したものの、14試合に出場して打率.191に終わり、7月に再び引退。
引退後は、不動産仲介人や私立探偵をしている。

## 詳細情報

### 年度別打撃成績
| 年 度    | 球 団    | 試 合 | 打 席 | 打 数 | 得 点 | 安 打 | 二 塁 打 | 三 塁 打 | 本 塁 打 | 塁 打 | 打 点 | 盗 塁 | 盗 塁 死 | 犠 打 | 犠 飛 | 四 球 | 敬 遠 | 死 球 | 三 振 | 併 殺 打 | 打 率 | 出 塁 率 | 長 打 率 | O P S |
| -------- | -------- | ----- | ----- | ----- | ----- | ----- | -------- | -------- | -------- | ----- | ----- | ----- | -------- | ----- | ----- | ----- | ----- | ----- | ----- | -------- | ----- | -------- | -------- | ----- |
| 1993     | BOS      | 17    | 30    | 28    | 1     | 2     | 1        | 0        | 0        | 3     | 1     | 1     | 0        | 0     | 0     | 2     | 0     | 0     | 7     | 0        | .071  | .133     | .107     | .240  |
| 1994     | BOS      | 5     | 15    | 11    | 2     | 1     | 0        | 0        | 0        | 1     | 1     | 0     | 0        | 0     | 0     | 4     | 0     | 0     | 7     | 0        | .091  | .333     | .091     | .424  |
| 1999     | 西武     | 34    | 115   | 96    | 10    | 19    | 2        | 0        | 3        | 30    | 9     | 3     | 0        | 0     | 0     | 19    | 1     | 0     | 32    | 2        | .198  | .330     | .313     | .643  |
| MLB：2年 | MLB：2年 | 22    | 45    | 39    | 3     | 3     | 1        | 0        | 0        | 4     | 2     | 1     | 0        | 0     | 0     | 6     | 0     | 0     | 11    | 0        | .077  | .200     | .103     | .303  |
| NPB：1年 | NPB：1年 | 34    | 115   | 96    | 10    | 19    | 2        | 0        | 3        | 30    | 9     | 3     | 0        | 0     | 0     | 19    | 1     | 0     | 32    | 2        | .198  | .330     | .313     | .643  |

### 記録
NPB
- 初出場・初先発出場：1999年4月3日、対福岡ダイエーホークス1回戦（西武ドーム）、6番・指名打者として先発出場
- 初安打：1999年4月4日、対福岡ダイエーホークス2回戦（西武ドーム）、2回裏に佐久本昌広から中前安打
- 初打点：1999年4月9日、対オリックス・ブルーウェーブ1回戦（ナゴヤドーム）、1回表に栗山聡から二塁ゴロの間に記録
- 初盗塁：1999年4月11日、対オリックス・ブルーウェーブ3回戦（ナゴヤドーム）、2回表に二盗（投手：川越英隆、捕手：三輪隆）
- 初本塁打：1999年5月1日、対福岡ダイエーホークス4回戦（福岡ドーム）、7回表に篠原貴行から右越ソロ

### 背番号
- 47 （1993年 - 1994年）
- 1 （1999年）